# Grubbenvorst

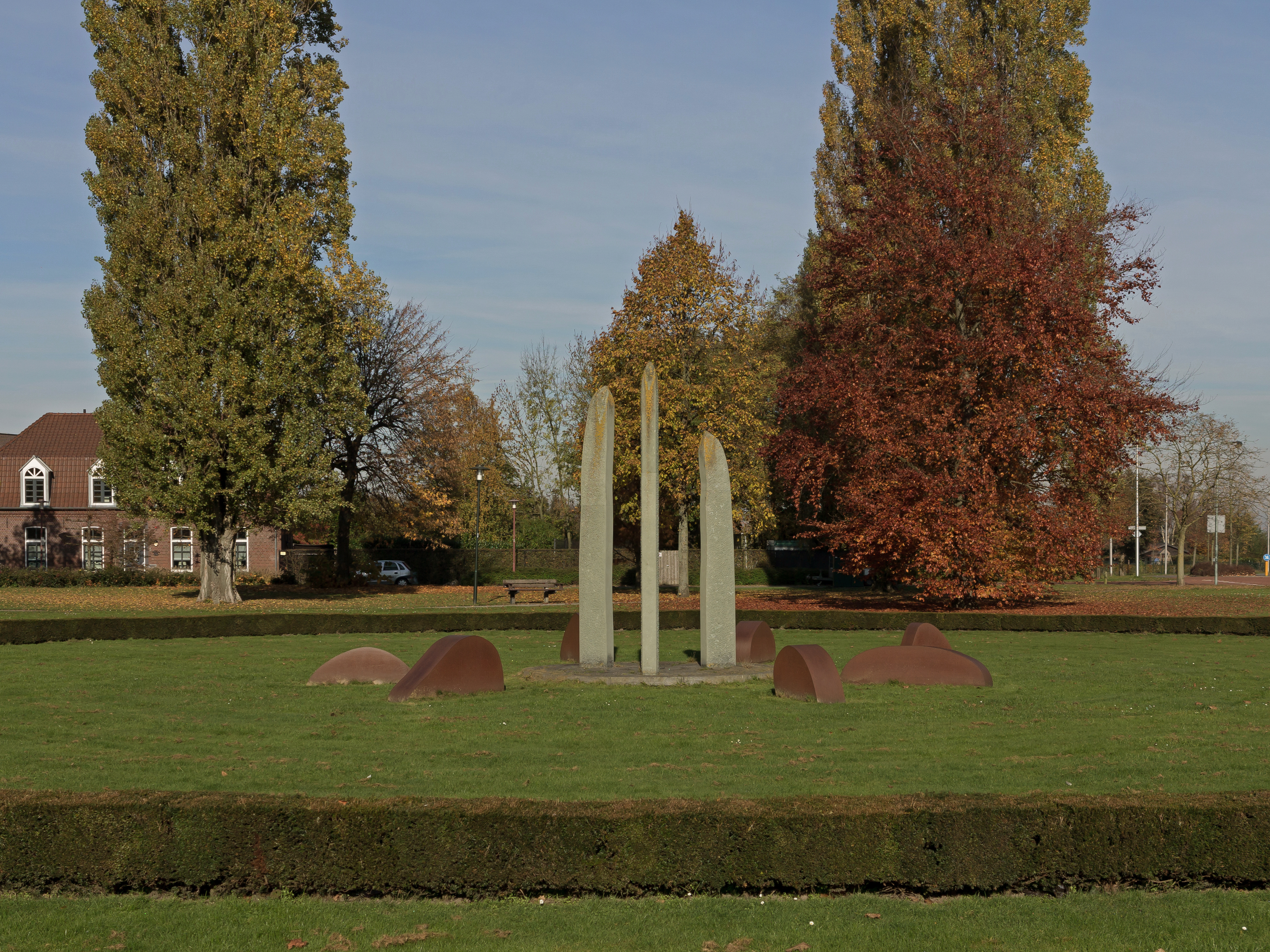
Sculpture près de carrefour giratoire à la rue Kloosterstraat

Grubbenvorst est un village situé dans la commune néerlandaise de Horst aan de Maas, dans la province du Limbourg. Le 1er janvier 2007, le village comptait 4 790 habitants.
Grubbenvorst est situé sur la Meuse, au nord de Venlo.

## Histoire
Le 1er janvier 2001, la commune de Grubbenvorst est supprimée. Elle fusionne avec Broekhuizen et Horst, pour former la nouvelle commune de Horst aan de Maas.